# Chrysopogon nodulibarbis
Chrysopogon nodulibarbis là một loài thực vật có hoa trong họ Hòa thảo. Loài này được (Hochst. ex Steud.) Henrard mô tả khoa học đầu tiên năm 1941.